# Nebel Sogn
Nebel Sogn er et sogn i Horsens Provsti (Århus Stift).
I 1800-tallet var Nebel Sogn anneks til Vær Sogn. Begge sogne hørte til Voer Herred i Skanderborg Amt. Vær-Nebel sognekommune blev ved kommunalreformen i 1970 indlemmet i Horsens Kommune.
I Nebel Sogn ligger Serridslev Kirke, som blev opført i 1878 i sognets største bebyggelse og erstattede den misligholdte Middelalderkirke, som blev revet ned undtagen det nybyggede våbenhus, der nu står på kirketomten som Nebel Kapel.
I sognet findes følgende autoriserede stednavne:
- Bleld (bebyggelse, ejerlav)
- Fiskebæk (vandareal)
- Nebel (bebyggelse, ejerlav)
- Nørrestrand (vandareal)
- Serridslev (bebyggelse, ejerlav)
- Serridslevgård (ejerlav, landbrugsejendom)
- Vesterskov (bebyggelse)